# 225991 Francoisforget
225991 Francoisforget è un asteroide della fascia principale. Scoperto nel 2002, presenta un'orbita caratterizzata da un semiasse maggiore pari a 2,557836 UA e da un'eccentricità di 0,163424, inclinata di 5,811361° rispetto all'eclittica.
François Forget è uno scienziato francese e membro del team scientifico dedicato al plasma e alle atmosfere della missione New Horizons della NASA. In seguito al sorvolo di Plutone, i modelli di circolazione globale hanno fornito importanti informazioni sull'evoluzione temporale dei composti volatili di Plutone.